# Blueprint 2.1
Pour les articles homonymes, voir Blueprint (homonymie).
Albums de Jay-Z
The Blueprint²: The Gift & The Curse
(2002) The Black Album
(2003)
Singles
1. Excuse Me Miss Again (La La La)
Sortie : 29 avril 2003
2. Stop
Sortie : 3 juin 2003

Blueprint 2.1 est une compilation du rappeur Jay-Z, sortie en 2003. Il s'agit d'une version condensée du double album The Blueprint²: The Gift & The Curse sorti en 2002 à laquelle se rajoutent 3 inédits. The Blueprint²: The Gift & The Curse avait peu marché en raison de son nombre de chansons trop important.
Le single Stop est sorti le 3 juin 2003 aux États-Unis. Le titre inédit La La La (Excuse Me Miss Again) est également présent sur la bande originale du film Bad Boys 2 (2003).

## Liste des titres
| No  | Titre                                                  | Producteurs              | Durée |
| --- | ------------------------------------------------------ | ------------------------ | ----- |
| 1.  | A Dream (featuring The Notorious B.I.G & Faith Evans)  | Kanye West               | 4:12  |
| 2.  | Hovi Baby                                              | Just Blaze               | 4:21  |
| 3.  | The Watcher 2 (featuring Dr. Dre, Rakim & Truth Hurts) | - Scott Storch - Dr. Dre | 5:55  |
| 4.  | '03 Bonnie & Clyde (featuring Beyoncé)                 | Kanye West               | 3:25  |
| 5.  | Excuse Me Miss                                         | The Neptunes             | 4:41  |
| 6.  | All Around the World (featuring LaToiya Williams)      | No I.D.                  | 3:52  |
| 7.  | Guns & Roses (featuring Lenny Kravitz)                 | Heavy D                  | 4:26  |
| 8.  | U Don't Know (remix) (featuring M.O.P.)                | Just Blaze               | 4:27  |
| 9.  | Meet the Parents                                       | Just Blaze               | 4:59  |
| 10. | Some How Some Way (featuring Scarface & Beanie Sigel)  | Just Blaze               | 5:37  |
| 11. | The Bounce (featuring Kanye West)                      | Timbaland                | 4:18  |

| 12. | What They Gonna Do, Part II      | Darrell "Digga" Branch | 3:47 |
| 13. | La-La-La (Excuse Me Miss Again)  | The Neptunes           | 4:41 |
| 14. | Stop                             | Swizz Beatz            | 2:53 |
| 15. | Beware of the Boys (Jay-Z remix) | Punjabi MC             | 3:42 |
| 16. | Blueprint2                       | Charlemagne            | 2:39 |
| 17. | Bitches & Sisters                | Just Blaze             | 2:39 |

## Samples
A Dream
- Juicy de The Notorious B.I.G. (le couplet original de The Notorious B.I.G. est tiré de ce titre)

Hovi Baby
- Diggin' On You de TLC

'03 Bonnie & Clyde
- Me And My Girlfriend de 2Pac
- If I Was Your Girlfriend de Prince (interpolation)

All Around the World
- Sadie de B. Hawes (interpolation)
- Theme From The Black Hole de George Clinton
- Children Get Together d'Ed Hawkins
- Same Song de Digital Underground

Guns & Roses
- Arco Arena de Cake

U Don't Know (Remix)
- I'm Not To Blame de Bobby Byrd

Some How Some Way
- Castles Of Sand de Jermaine Jackson

Beware Of The Boys (Jay-Z Remix)
- Générique de K 2000 composé par Stu Phillips et Glen A. Larson